# Noron-la-Poterie
Noron-la-Poterie és un municipi francès situat al departament de Calvados i a la regió de Normandia. L'any 2007 tenia 291 habitants.

## Demografia

### Població
El 2007 la població de fet de Noron-la-Poterie era de 291 persones. Hi havia 114 famílies de les quals 28 eren unipersonals (4 homes vivint sols i 24 dones vivint soles), 27 parelles sense fills, 51 parelles amb fills i 8 famílies monoparentals amb fills.
La població ha evolucionat segons el següent gràfic:
Habitants censats

### Habitatges
El 2007 hi havia 117 habitatges, 113 eren l'habitatge principal de la família, 1 era una segona residència i 3 estaven desocupats. 111 eren cases i 4 eren apartaments. Dels 113 habitatges principals, 81 estaven ocupats pels seus propietaris, 29 estaven llogats i ocupats pels llogaters i 2 estaven cedits a títol gratuït; 6 tenien dues cambres, 18 en tenien tres, 29 en tenien quatre i 60 en tenien cinc o més. 100 habitatges disposaven pel capbaix d'una plaça de pàrquing. A 48 habitatges hi havia un automòbil i a 58 n'hi havia dos o més.

### Piràmide de població
La piràmide de població per edats i sexe el 2009 era:
| Homes | Edats   | Dones |
| ----- | ------- | ----- |
| 0     | 95 o +  | 0     |
| 0     | 90 a 94 | 0     |
| 0     | 85 a 89 | 8     |
| 0     | 80 a 84 | 0     |
| 0     | 75 a 79 | 4     |
| 8     | 70 a 74 | 4     |
| 8     | 65 a 69 | 4     |
| 4     | 60 a 64 | 8     |
| 8     | 55 a 59 | 4     |
| 12    | 50 a 54 | 20    |
| 4     | 45 a 49 | 0     |
| 12    | 40 a 44 | 0     |
| 20    | 35 a 39 | 16    |
| 20    | 30 a 34 | 20    |
| 0     | 25 a 29 | 8     |
| 0     | 20 a 24 | 4     |
| 4     | 15 a 19 | 8     |
| 12    | 10 a 14 | 16    |
| 12    | 5 a 9   | 40    |
| 8     | 0 a 4   | 12    |

## Economia
El 2007 la població en edat de treballar era de 185 persones, 150 eren actives i 35 eren inactives. De les 150 persones actives 138 estaven ocupades (79 homes i 59 dones) i 12 estaven aturades (6 homes i 6 dones). De les 35 persones inactives 8 estaven jubilades, 12 estaven estudiant i 15 estaven classificades com a «altres inactius».

### Ingressos
El 2009 a Noron-la-Poterie hi havia 123 unitats fiscals que integraven 318,5 persones, la mediana anual d'ingressos fiscals per persona era de 16.900 €.

### Activitats econòmiques
Dels 16 establiments que hi havia el 2007, 1 era d'una empresa de fabricació de material elèctric, 3 d'empreses de fabricació d'altres productes industrials, 6 d'empreses de construcció, 4 d'empreses de comerç i reparació d'automòbils, 1 d'una empresa de serveis i 1 d'una empresa classificada com a «altres activitats de serveis».
Dels 6 establiments de servei als particulars que hi havia el 2009, 1 era una funerària, 1 paleta, 1 fusteria, 2 lampisteries i 1 empresa de construcció.
L'any 2000 a Noron-la-Poterie hi havia 7 explotacions agrícoles que ocupaven un total de 198 hectàrees.

## Equipaments sanitaris i escolars
El 2009 hi havia una escola maternal.

## Poblacions més properes
El següent diagrama mostra les poblacions més properes.